# Rue Hermel
Pour les articles homonymes, voir Hermel.
La rue Hermel est une voie du 18e arrondissement de Paris, en France.

## Situation et accès
Cette voie, en pente et orientée nord-sud, traverse pratiquement toute la partie nord du 18e arrondissement de Paris. À ce titre, elle coupe deux des principales transversales de cet arrondissement, les rues Marcadet et Ordener.

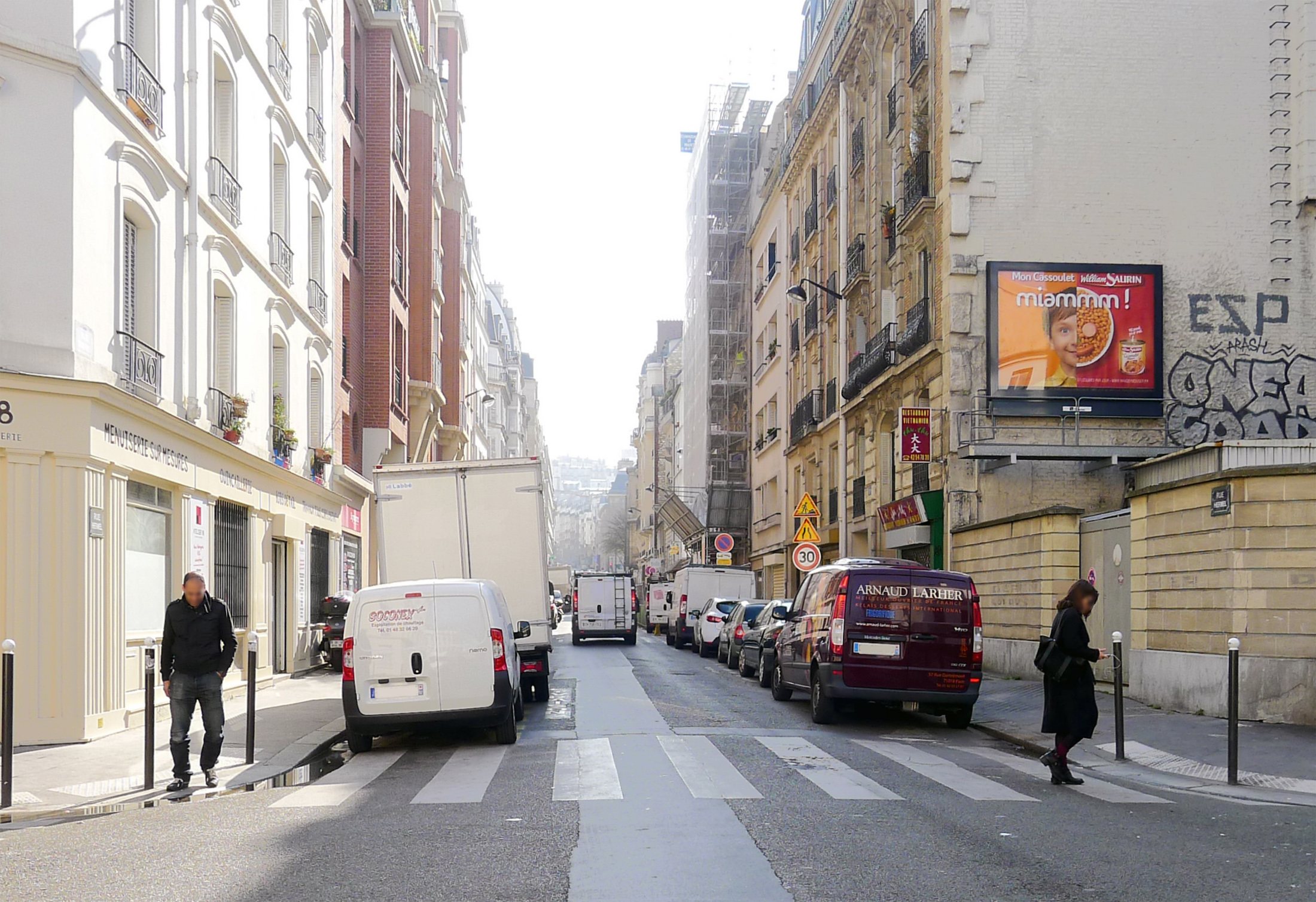
Rue Hermel vue en direction du sud depuis la rue du Simplon.
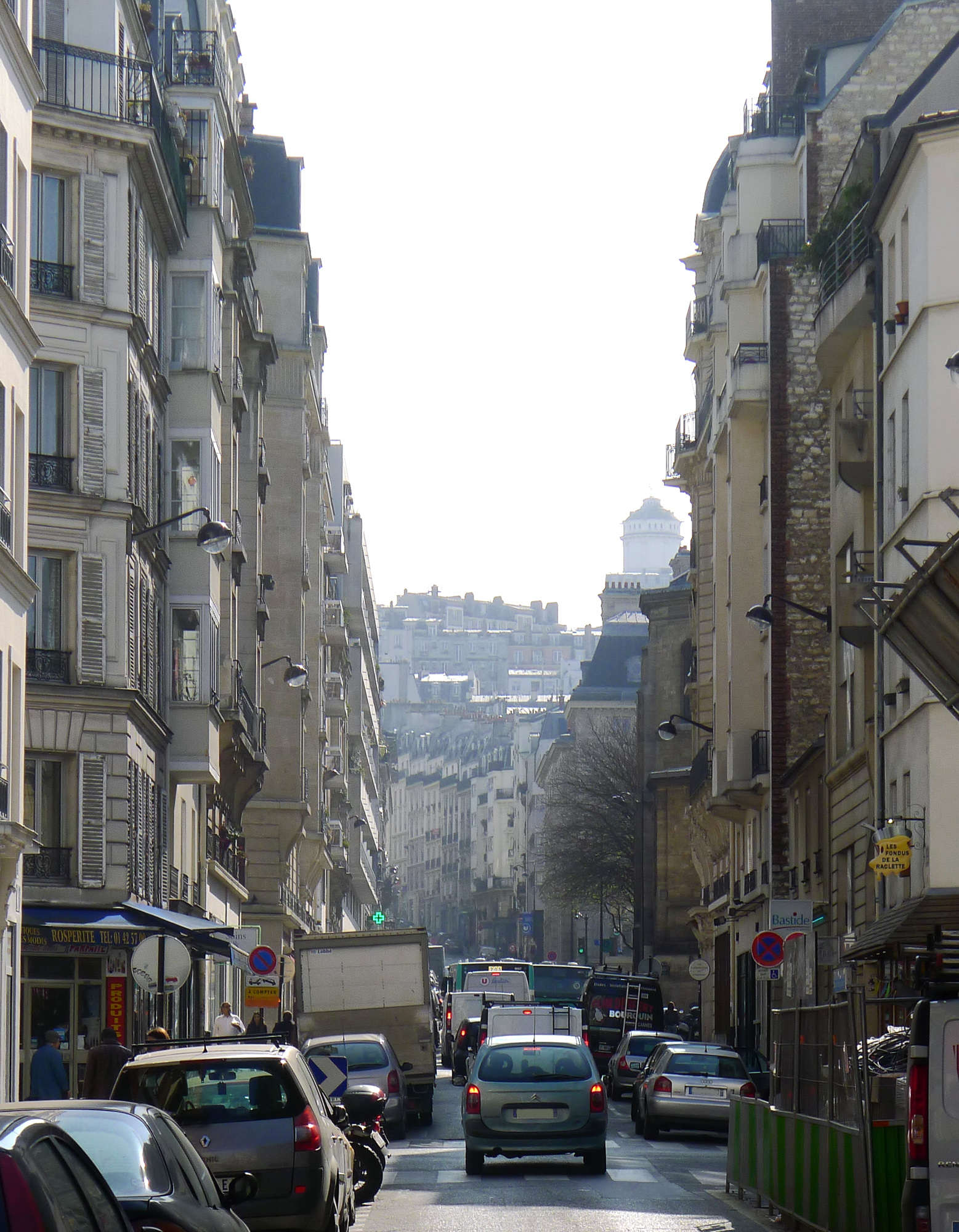
Vue du château d'eau de Montmartre dans la perspective sud de la rue.

## Origine du nom
La rue porte le nom du propriétaire des terrains sur lesquels la voie a été ouverte.

## Historique
L'emplacement de l'ancienne ferme de la seigneurie de Clignancourt serait, actuellement, situé dans l'îlot compris entre les rues du Mont-Cenis, Marcadet et Hermel. Le manoir de cette seigneurie se trouvait en face.
Une première partie de cette voie est créée en 1858, dans la commune de Montmartre, entre les actuelles rues Ordener et Aimé-Lavy, sous le nom de « rue Hermel ».
Après le rattachement de Montmartre à Paris en 1859, elle est classée officiellement dans la voirie parisienne le 23 mai 1863.
En 1877, l'ancienne rue Hermel, comprise entre la rue Ordener et le boulevard Ornano, et la rue du Manoir, comprise entre les rues Marcadet et Ordener, sont réunies pour former la rue Hermel actuelle.

## Bâtiments remarquables et lieux de mémoire
- No 23 : Jean-Pierre Vielfaure (1930-2015), artiste peintre, y résida à partir de 1952.
- No 29 : bibliothèque Robert Sabatier, ouverte en 1967. Elle est la première bibliothèque-discothèque publique. Un étage était consacré aux disques[1].
- No 36 : maison paroissiale de Notre-Dame de Clignancourt[2].